# Lophogobius
Lophogobius es un género de peces de la familia de los Gobiidae en el orden de los Perciformes.

## Especies
Las especies de este género son:
- Lophogobius cristulatus Ginsburg, 1939
- Lophogobius cyprinoides (Pallas, 1770)